# Allar Jõks
Allar Jõks (ur. 18 marca 1965 w Tartu) – estoński prawnik, sędzia i adwokat, w latach 2001–2008 kanclerz sprawiedliwości.

## Życiorys
Ukończył w 1991 studia prawnicze na Uniwersytecie w Tartu. Do 2001 orzekał jako sędzia, początkowo w sądzie pierwszej instancji w prowincji Läänemaa, następnie w sądzie apelacyjnym w Tallinnie. W latach 1997–2001 był prowadził jednocześnie działalność dydaktyczną. Od 1995 do 2001 pełnił funkcję przewodniczącego Eesti Kohtunike Ühing, estońskiego stowarzyszenia sędziów.
W 2001 z rekomendacji prezydenta Lennarta Meriego objął urząd kanclerza sprawiedliwości, konstytucyjnego organu będącego odpowiednikiem rzecznika praw obywatelskich. Sprawował go przez siedmioletnią kadencję do 2008. Wcześniej, w 2007, parlament nie zaakceptował wniosku prezydenta Toomasa Hendrika Ilvesa o powołanie go na drugą kadencję. Allar Jõks podjął następnie praktykę adwokacką, został partnerem w firmie prawniczej Advokaadibüroo SORAINEN.
W maju 2016 kilkunastu ludzi nauki, kultury i biznesu wystosowało list wzywający do poparcia jego kandydatury na prezydenta Estonii. Wsparły go następnie dwie centroprawicowe partie IRL i EVA. Nie uzyskał jednak wystarczającego poparcia ani w parlamencie, ani w zwołanym później kolegium wyborców.